# Surfact
Surfact er et dansk rockband. I 2006 vandt bandet Skanderborg Festivals talentkonkurrence Starfighters. Efterfølgende udgav de i 2007 deres første album, Terrific Downfall.
Efterfølgende har de udgivet 3 singles; Soulslide i starten af 2007, Monkey On Your Back i midten af 2007, og senest Make You Fail i september 2007. I starten af 2009 udkom de med singlen: Absolutely Shameless, som er med på albummet Euphoria. Gruppen, med forsangeren Jesper Storgaard, har tourneret i både Danmark og i udlandet.
I oktober 2011 udkom gruppen med deres tredje album Feeding the beast. Den 31. oktober 2013 udgav de deres fjerde studiealbum Unamplified, som består af akustiske genindspilninger af ældre sange. Surfact har tidligere været signet på Transistor Music og Target Records, men er nu en del af danske Trechoma Records samt det tyske selskab Gordeon Music.
Surfact har i sin nuværende udgave eksisteret siden 2005, men guitaristerne Martin Kristoffersen og Claus Bach samt forsanger Jesper Storgaard har spillet sammen flere år inden da.

## Medlemmer
- Jesper Storgaard (sang)
- Claus Bach (guitar)
- Martin Kristoffersen (guitar)
- Niels Lykke Rasmussen (bas)
- Jeppe Sig (trommer)